# Agdabančaj
Agdabančaj (azerski: Ağdabançay) je rijeka u Azerbajdžanu. Duga je 19 km. Izvire u Keljbadžarskom rajou na nadmorskoj visini od 881 metara. Zajedno s Levčajem i Zarčajem je jedna od triju lijevih pritoka Tartara.